# Lambulosia mediosuffa
Lambulosia mediosuffa är en fjärilsart som beskrevs av Embrik Strand 1922. Lambulosia mediosuffa ingår i släktet Lambulosia och familjen björnspinnare. Inga underarter finns listade i Catalogue of Life.